# Sphaeralcea polychroma
Sphaeralcea polychroma är en malvaväxtart som beskrevs av J.C. La Duke. Sphaeralcea polychroma ingår i släktet klotmalvor, och familjen malvaväxter. Inga underarter finns listade i Catalogue of Life.

## Bildgalleri

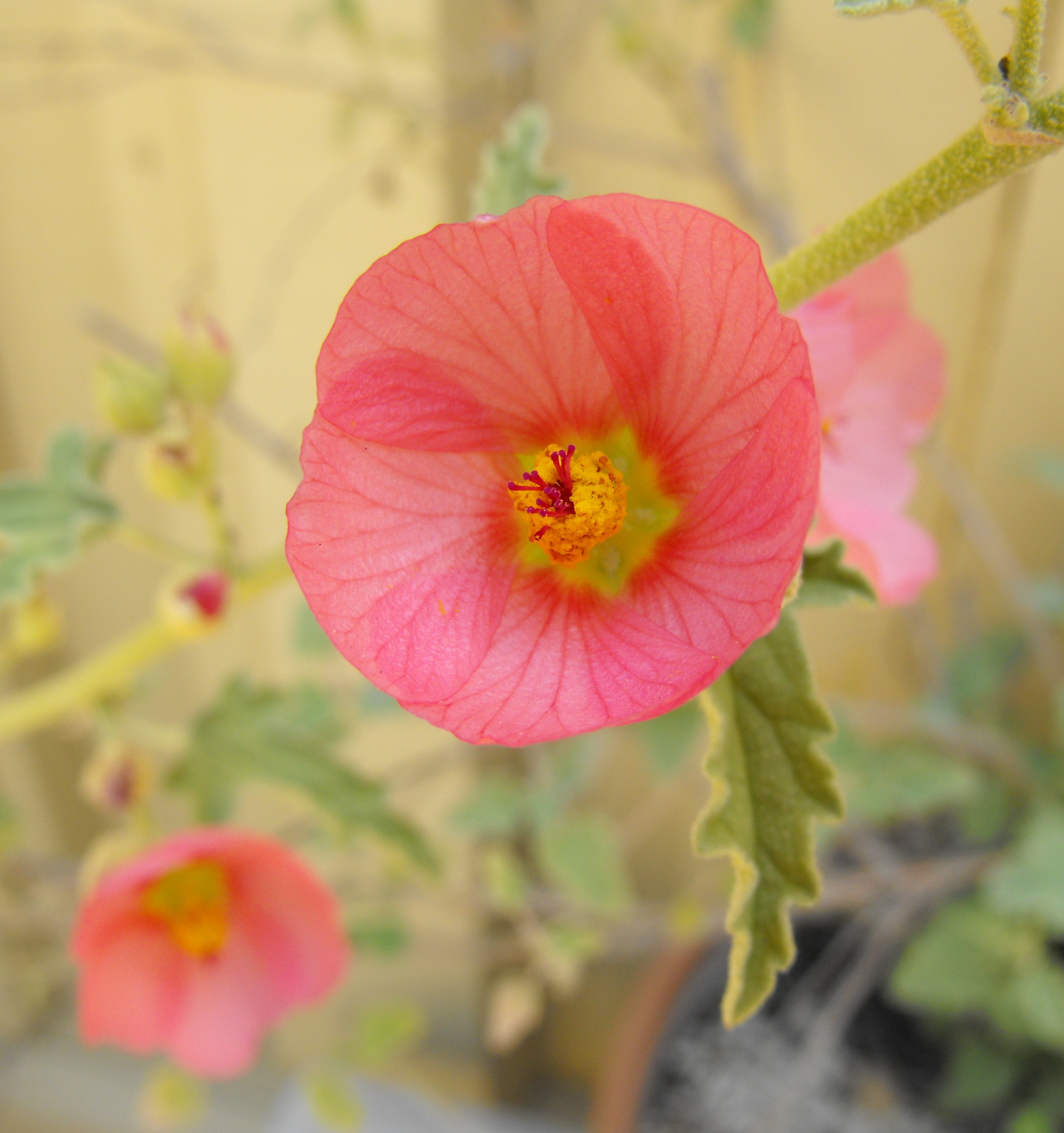